# Sex, Love and Rock 'n' Roll
Sex, Love and Rock 'n' Roll is het zesde studioalbum van de Amerikaanse punkband Social Distortion. Het werd uitgegeven door Time Bomb Recordings op 27 september 2004 op cd en lp, acht jaar na de uitgave van het studioalbum White Light, White Heat, White Trash (1996). Het album zou aanvankelijk in de herfst van 2000 worden uitgegeven, maar door diverse redenen werd dit op den duur verplaatst naar september 2004.
Sex, Love and Rock 'n' Roll is het eerste album van Social Distortion waar gitarist Jonny Wickersham aan heeft meegewerkt, die tot de band toetrad na de dood van de oorspronkelijke gitarist, Dennis Danell, die overleed in februari 2000.

## Nummers
Sex, Love and Rock 'n' Roll is het eerste album van Social Distortion sinds de uitgave van het debuutalbum Mommy's Little Monster (1983) dat geen covers bevat. De laatstgenoemde track, het nummer "Mommy's Little Monster", is een bonustrack die alleen op de Europese uitgave van het album te horen is.
1. "Reach for the Sky" - 3:31
2. "Highway 101" - 3:44
3. "Don't Take Me for Granted" - 3:47
4. "Footprints on My Ceiling" - 5:08
5. "Nickels and Dimes" - 3:05
6. "I Wasn't Born to Follow" - 2:55
7. "Winners and Losers" - 4:45
8. "Faithless" (Wickersham/Ness) - 3:02
9. "Live Before You Die" - 2:47
10. "Angel's Wings" - 4:59
11. "Mommy's Little Monster" - 3:37

## Band
- Mike Ness - zang, gitaar
- Jonny Wickersham - slaggitaar
- John Maurer - basgitaar, achtergrondzang
- Charlie Quintana - drums